# Генерал-провиантмейстер

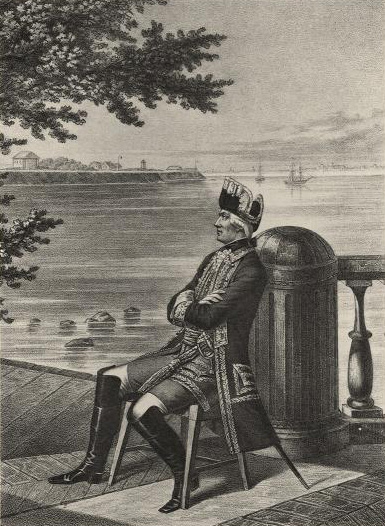
Генерал провиантмейстер 1764—1780

Генерал-провиантмейстер — первоначально военный чин в Армии Петра I и Русской императорской армии, затем — должность, не имеющая статуса чина. 

## История
С 1700 года по 1864 год генерал-провиантмейстер отвечал за продовольственное обеспечение российских войск и сил.
Высочайшим указом от 18 февраля 1700 года был введён чин генерал-провианта, согласно этому указу заведование всеми хлебными запасами ратных людей было поручено окольничему Семёну Языкову, «с наименованием его по сей части генерал-провиантом». Уже 17 ноября 1700 года в черновике своего письма герцогу фон Круи Петр I использовал написание генерал провиантмейстер: «Запасы служилым людям имеют даватися от генерала провиантмейстера». В соответствии с Воинским уставом Петра Великого от 1716 года, на генерал-провиантмейстера возлагалось руководство «провиантским департаментом».
В учреждённой Петром I 24 января 1722 года Табели о рангах чин генерал-провиантмейстера состоял в 5-м классе, 6 апреля 1766 года этот чин был перемещён в 4-й класс.
Согласно изданной 20 января 1724 года инструкции, при армии полагалось также два генерал-провиантмейстер-лейтенанта, которые находились в прямом подчинении генерал-провиантмейстера.
В начале XVIII века чин генерал-провиантмейстера был исключён из Табели о рангах. Лицу, занимавшему должность генерал-провиантмейстера, присваивался определённый класс Табели о рангах по высочайшему усмотрению. Так, назначенный 4 ноября 1816 года генерал-провиантмейстером А. И. Абакумов был пожалован 5-м классом Табели о рангах, 5 апреля 1819 года был произведён в 4-й класс, а 12 декабря 1824 года — в 3-й. После оставления должности генерал-провиантмейстера А. И. Абакумов официально числился в 3-м классе Табели о рангах без указания конкретного чина.
Согласно «Учреждению для управления Большой действующей армии» от 27 январе 1812 года генерал-провиантмейстер возглавлял Полевое провиантское управление, при этом находясь в прямом подчинении генерал-интенданта; а 29 марта 1836 года полевой генерал-провиантмейстер был введён в состав Главного штаба.
6 августа 1864 года провиантский департамент вошел в состав Главного интендантского управления, в связи с чем должность генерал-провиантмейстера была упразднёна.